# Isola di Sidorov
L'isola di Sidorov (in russo Остров Сидорова?) è una piccola isola russa che si trova nel golfo di Pietro il Grande, nel mar del Giappone, nell'Estremo Oriente russo. È situata all'ingresso del golfo Slavjanskij (залив Славянкий), 41 km a sud-ovest di Vladivostok e 9 km a nord-est della città di Slavjanka. Appartiene amministrativamente al Chasanskij rajon, del Territorio del Litorale. L'isola non ha popolazione residente, tuttavia, nel periodo estivo-autunnale, è visitata da turisti e villeggianti.

## Geografia
L'isola ha una lunghezza di 0,42 km, per una larghezza massima di 0,19 km. Raggiunge l'altezza massima di 40,2 m s.l.m. Le coste sono ripide e rocciose. Si trova a nord dell'isola di Gerasimov, da cui è divisa dallo stretto di Stenin (пролив Стенина), una barriera di scogli sommersi la collega alla penisola di Jankovskij (Полуостров Янковского). Sull'isola sono presenti boschi di latifoglie.

## Storia
L'isola è stata descritta nel 1862 dalla spedizione di Vasilij Matveevič Babkin, a bordo della corvetta Kalevala, e ha preso il nome di un componente della spedizione: Ivan Petrovič Sidorov.
Nel 1886 l'isola è stata descritta in dettaglio nel corso di una spedizione guidata dall'ufficiale di marina Aleksej Semenovič Stenin, sotto la cui guida fu completato l'inventario delle isole del golfo di Pietro il Grande.